# 1922 у футболі
Нижче наведені футбольні події 1922 року у всьому світі.

## Засновані клуби
- Віторія (Гімарайнш) (Португалія)
- Зірка (Кіровоград)
- Лех (Познань) (Польща)
- Спартак (Москва) (Росія)

## Національні чемпіони
- Англія: Ліверпуль
- Бельгія: Беерсгот
- Данія: Копенгаген (1876)
- Ісландія: Фрам
- Італія: Про Верчеллі
- Нідерланди: НАК Бреда
- Парагвай: Клуб Гуарані
- Польща: Погонь (Львів)
- Шотландія: Селтік